# 长廊 (短篇小说)
《长廊》（英語：Corridor）是一本由新加坡作者奥费安·萨安撰写的短篇小说集。

## 出版史
长廊于1999年由SNP Editions首先出版，并且于2015年由社会思潮出版社重新出版。
完整的出版史如下：
- 1999年, 新加坡, SNP Editions, ISBN 981-4032-40-9, 平裝書[2][3]
- 2015年, 新加坡, 社会思潮出版社（英语：Ethos Books）, 978-981-07-7993-1, 平裝書[4]

## 内容
长廊共收集了12篇短篇小说。这些小说主要是描绘新加坡人们于国家独立后的生活的点滴。重点叙述居住在高度城市化的环境的新一代新加坡国人生活的所见所闻。
- "Project"  （计划）
- "Video"    （视频）
- "Orphans"  （孤儿）
- "Pillow"   （枕头）
- "Corridor" （长廊）
- "Duel"     （斗争）
- "Winners"  （赢家）
- "Cubicle"  （柜)
- "Umbrella"  (雨伞）
- "Bugis"     （武吉士)
- "Birthday"  (生日）
- "Disco"     （迪斯科）

## 奖项
长廊于1998年间荣获新加坡文學獎表彰奖。

## 改编
2000年新傳媒朝陽頻道将《长廊》改编为电视剧。此电视剧是媒体业者与作者的紧密合作后诞生的。时任新加坡通讯，新闻与艺术部高级政务次长雅迪曼于2013年的一场演说中称赞了媒体业者与作者的良好团队精神。